# Libnotes (Libnotes) majorina
Libnotes (Libnotes) majorina is een tweevleugelige uit de familie steltmuggen (Limoniidae). De soort komt voor in het Australaziatisch gebied.